# Пирофосфат марганца
Пирофосфат марганца — неорганическое соединение, соль марганца и пирофосфорной кислоты с формулой Mn2P2O7, бесцветные кристаллы, не растворяется в воде, образует кристаллогидраты.

## Физические свойства
Пирофосфат марганца образует бесцветные кристаллы моноклинной сингонии, пространственная группа C 2/m, параметры ячейки a = 0,6633 нм, b = 0,8584 нм, c = 0,4546 нм, β = 102,67°, Z = 2.
Не растворяется в воде.
Образует кристаллогидраты состава Mn2P2O7•n H2O, где n = 2 и 3.